# François Silvestre
François Silvestre de Alencar (Portalegre, 17 de março de 1947) é um escritor brasileiro. Formado em Direito, foi também jornalista, repórter, professor e líder estudantil. Participou ativamente da militância política nos anos de chumbo. Sua obra é composta por romances, poesias, crônicas, contos e ensaios.

## Biografia
Filho de Silvestre Gomes de Souza e Mariana Suassuna de Alencar, François nasceu na Fazenda Cajuais, no sopé da Serra do Martins, interior do Rio Grande do Norte. A infância foi passada entre a terra natal e o sítio da Lagoa Nova, que pertencia ao seu tio e pai adotivo, o padre Alexandrino Suassuna de Alencar. Entre os oito e dez anos de idade, duas mortes o marcaram: a do padre e de seu pai, assassinado por questões políticas.
O curso primário foi feito no Grupo Escolar Almino Afonso, em Martins, e o secundário no Colégio Diocesano Seridoense, em Caicó. Já em Natal, François Silvestre faz o colegial no Instituto Padre Miguelino e o curso superior na Faculdade de Direito da Universidade Federal do Rio Grande do Norte.

### Trajetória política
Durante o período da faculdade — que duraria 10 anos, entre aulas, prisões e clandestinidade — François Silvestre inicia sua trajetória de líder estudantil e militante político de esquerda. Foi diretor cultural da Casa do Estudante de Natal, preso diversas vezes acusado de subversão, e durante todo o ano de 1974 esteve preso na Colônia Penal João Chaves condenado pela Auditoria Militar do Recife.
De formação marxista, filiou-se ao PCR (Partido Comunista Revolucionário) e esteve por longos períodos na cladestinidade sob o pseudônimo de Paulo. Está inscrito no BNM 420 do Projeto Brasil Nunca Mais - Perfil dos Atingidos. Em 1982 foi candidato a deputado federal e em 1986 a deputado estadual, ambas as candidaturas sem sucesso.

### Carreira
Foi repórter da Tribuna do Norte (Natal), chefe de redação do Boletim Cambial (sucursal de São Paulo), colaborador da Revista Visão (São Paulo), articulista do jornal Dois Pontos (Natal) e fundador da Gazeta do Braz (São Paulo) em parceria com Marília Krieger Borges. Atuou na advocacia criminal no Fórum do Rio Grande do Norte e no Fórum Clóvis Beviláqua (São Paulo); e na advocacia civil no Fórum João Mendes (São Paulo).
Estreou na literatura em 1979 com o livro de poemas Luz da Noite ao Vento Norte. No começo da década seguinte publica um livro de contos, Rio de Sangue (1981), e a novela Dormentes – A Serra da Festa Encantada (1983). Em 1985 foi Secretário de Cultura de Natal. Durante a década de 1990 publicou poemas e artigos no Diário de Natal e no Poty, e crônicas no Jornal de Hoje (Natal). Algumas delas podem ser encontradas na coletânea O Mel de Benquerê (2003).
Em 1999 publica o Dicionário Político do Rio Grande do Norte e em 2002 o aclamado romance A Pátria não é Ninguém, sucesso de crítica.
Em 2003 assume a presidência da Fundação José Augusto (autarquia do governo do Estado do RN) e institui o mais arrojado projeto de gerência cultural da história da instituição. Foi o idealizador do programa Casas de Cultura (que consolidou o projeto de interiorização das ações culturais pelo estado) e fundador da Revista Preá, referência de publicação cultural: “A mais bem feita e criativa revista da história do jornalismo do Estado” (Ney Leandro de Castro).
Em 2008 publica As alças de Agave, um livro de difícil definição literária, mas que se aproxima da memória e da crônica. A obra culmina com um ‘Manifesto Neoanarquista’ que expõe o pensamento político atual do escritor e parte da premissa de que “nenhuma ideologia sobreviveu ao exercício do poder”. Em 2009, mais um romance: Remanso da Piracema. E, no ano seguinte, estréia na seara da novela policial com Esmeralda – crime no santuário do Lima (2010).
As obras de ficção de François revelam uma identidade literária instigante, de ritmo intenso e devorador, sinestesicamente carregada de cor e de música, que submete o leitor à escravidão voraz da curiosidade. Roteiros cinematográficos por excelência.
Em 2009, o poeta espanhol Alfredo Pérez Alencart, catedrático de Salamanca, conheceu a obra de Silvestre e escreveu em sua homenagem o livro de poemas Aquí hago justicia (2010).
Atualmente François Silvestre vem trabalhando num projeto historiográfico sobre as Repúblicas do Brasil, na peça de teatro O Roubo do Fole, e no segundo volume de A Pátria não é Ninguém. É Procurador do Estado do Rio Grande do Norte, comanda a coluna Plural aos domingos no Novo Jornal (Natal) e tem um blog no Portal no Ar.

## Obra
- Luz da Noite ao Vento Norte (1979).
- Rio de Sangue (1981).
- Dormentes – A Serra da Festa Encantada (1983).
- Dicionário Político do Rio Grande do Norte (1999).
- A Pátria não é Ninguém (2002).
- O Mel de Benquerê (2003).
- As alças de Agave (2008).
- Remanso da Piracema (2009).
- Esmeralda – crime no santuário do Lima (2010).